# Апраксин, Андрей Матвеевич
Граф Андре́й Матве́евич Апра́ксин (2 (12) октября 1667 — 26 июня (7 июля) 1732) — родоначальник графского рода Апраксиных, брат царицы Марфы Матвеевны; действительный статский советник, обер-шенк, генерал-майор (1728).

## Биография
Сын стольника Матвея Васильевича Апраксина († 1668) и Домны Богдановны Ловчиковой. У него было два брата — Пётр и Федор, а также сестра Марфа, жена царя Федора Алексеевича. 
Андрей Матвеевич служил комнатным стольником, затем спальником при царях Фёдоре Алексеевиче и Иване V. Молодость его не была безукоризненна. Близ Москвы под Филями Андрей Матвеевич со своими людьми избил стольника Желябужского и его сына (1696). Желябужские обратились с жалобой к  царю. Апраксин упорно отрицал свою вину. 
Государь приказал разобрать дело под присягою. Апраксин на слушание дела не явился и принёс повинную, что бесчинствовал в пьяном виде. Государь повелел ему заплатить Желябужским за увечье вдвое (750 рублей с полтиною), и сверх того "за озорничество" и за запирательство приговорил высечь его кнутом. Только благодаря мольбам царицы Марфы Матвеевны и любимца Пера I – Лефорта,  Апраксин спасся от телесного наказания. 
Получил графское достоинство через 12 лет после своих братьев (07 февраля 1722), пожалован обер-шенком (08 марта 1722), генерал-майором (24 февраля 1728), оставаясь обер-шенком.   
Андрей Матвеевич не прославился в сражениях или на государственной службе, однако занимал видное положение при дворе, будучи отличаем Петром I и являясь членом «Всешутейшего и всепьянейшего собора» — дружеской компании приближенных лиц государя, в которой председательствовал «князь-папа», «всея Яузы и всея Кокуя патриарх» Н. М. Зотов, учитель Петра. Грубые развлечения этой компании, водящей знакомство с «Ивашкой Хмельницким», как Петр I называл вино, слышны и в прозвище Апраксина — «Бесящийся». 
Скончался в 1732 году. Похоронен в Златоустовском монастыре.
После смерти бездетного брата Федора Матвеевича Андрей Матвеевич унаследовал его большое состояние.

## Потомство
Был женат на Акулине Федоровне NN (1668—1743) и имел детей:
- Федосья Андреевна (1687—1765), замужем за Иваном Петровичем Шереметевым (1689—1735), с 1708 года обучался в Англии, служил во флоте, с 1717 года поручик, с 1728 года сенатор.

- Фёдор Андреевич (1703—1754),  генерал-поручик.  Имел многочисленное потомство. По распоряжению его сына Матвея Федоровича был построен барочный дворец Апраксиных в Москве на Покровке (дом 22). Правнук — Степан Федорович (1792—1862) был генералом от кавалерии (1843) и генерал-адъютантом (1830); его сын Антон Степанович (1818—1899) дослужился до чина генерал-лейтенанта, был известен как один из первых военных журналистов и практиков воздухоплавания.